# Џенифер Кулиџ
Џенифер Одри Кулиџ (енгл. Jennifer Audrey Coolidge; Бостон, 28. август 1961) америчка је глумица.

## Детињство и младост
Ћерка је Гречен и Пола Константа Кулиџа, произвођача пластике. Иако рођена у Бостону, одрасла је у оближњем Норвелу. Има брата Ендруа и сестре Елизабет у Сузану. Похађала је Средњу школу Норвел, Кембриџ школу у Вестону, те наставила универзитетске студије на Емерсон колеџу у Бостону и на Америчкој академији драмских уметности у Њујорку. Док је живрела у Њујорку, радила је као конобарица у ресторану заједно са будућом добитницом Оскара Сандром Булок. Свирала је кларинет и као дете ишла у оркестарски летњи камп.
Током колеџа, желела је да постане драмска глумица попут Мерил Стрип, али се уместо тога усредсредила на комедије.

## Приватни живот
Излазила је с комичарем Крисом Катаном.
Након што је посетила Њу Орлеанс до 10 пута годишње у периоду од 10 година, 2005. године је купила две куће у том граду. Сцене из филма Опчињен (2017) снимљене су у једној од њених кућа у Њу Орлеансу.
Позната је по добротворном раду и помоћи у борби против сиде, као и залагању за права животиња. Такође је позната по подршци ЛГБТ+ заједници, те је сматрају геј иконом.